# Bryum megalacrion
Bryum megalacrion är en bladmossart som beskrevs av Schwaegrichen 1816. Bryum megalacrion ingår i släktet bryummossor, och familjen Bryaceae. Inga underarter finns listade i Catalogue of Life.